# Amata nigricornis
Amata nigricornis — вид лускокрилих комах родини еребід (Arctiidae).

## Поширення
Вид поширений у Центральній та Південній Європі, на Кавказі та у Закавказзі, у Казахстані, Туреччині, на півночі Ірану.

## Опис
Розмах крил 38-46 мм. Основний фон крил чорно-синій, із білими плямами. На передніх крилах три плями розташовані вздовж зовнішнього краю, дві в середній частині та одна при основі. Задні крила з двома плямами, базальне помітно більше дистального, незграбне по зовнішньому краю і округле по внутрішньому. Всі плями крил густо запилені.

## Спосіб життя
Метелики літають із середини червня до кінця липня. Активні вдень; харчуються на квітках різних трав; відрізняються повільним польотом і не полохливі. Гусениці з'являються у серпні. Розвиваються на трав'янистих рослинах: подорожнику, щавлі, яснотці, кульбабі. Перезимовують у підстилці і заляльковуються у травні. Лялечка знаходиться у волохатому коконі і прикріплена до нижньої сторони згорнутого листя кормової рослини.

## Підвиди
- Amata nigricornis nigricornis
- Amata nigricornis anatolica (Zerny, 1931)
- Amata nigricornis krymaea Obraztsov, 1937
- Amata nigricornis turgaica Obraztsov, 1937